# Place Mavílis
La place Mavílis (en grec moderne : Πλατεία Μαβίλη), est une place et un petit quartier d'Athènes en Grèce. Il est situé au nord de l'avenue Vasilíssis Sofías, à l'ouest d'Ambelókipi, au sud de Koundouriótika et à l'est du Lycabette. La place donne son nom au quartier, autour de laquelle il s'est développé. Il abrite l'ambassade américaine (el) et le palais de la musique d'Athènes. Le quartier est desservi par la station Mégaro Moussikís (el) de la ligne 3 du métro d'Athènes et de nombreuses lignes de bus et de trolleybus. 
La place est nommée en l'honneur de Loréntzos Mavílis, poète, militaire et homme politique grec. 